# Schlacht bei Krottensee
Carpi – Chiari – Cremona – Kaiserswerth – Lüttich – Landau (I) – Luzzara   – Santa Marta – Cádiz – Venlo – Friedlingen – Vigo – Schmidmühlen – Bonn – Krottensee – Ekeren – Höchstädt – Landau (II) – Speyerbach – Schellenberg – Gibraltar – Höchstädt – Vélez-Málaga – Landau (III) – Marbella – Cassano – Barcelona – Sendlinger Mordweihnacht – Aidenbach – Calcinato – Ramillies – Turin – Castiglione – Santa Cruz de Tenerife – Almansa – Kap Béveziers – Toulon – Lizard Point – Lille – Oudenaarde – Gent – Malplaquet – Mons – Almenar – Saragossa – Syrakus – Villaviciosa – Rio de Janeiro – Denain – Landau (IV) – Barcelona – Freiburg
Die Schlacht bei Krottensee war eine militärische Auseinandersetzung, die sich während des Spanischen Erbfolgekrieges bei dem östlich von Neuhaus an der Pegnitz gelegenen Ort Krottensee ereignete.

## Geschichte
Seit dem 8. Mai 1703 belagerte eine Allianz aus kaiserlich-habsburgischen Einheiten und Truppen des fränkischen Reichskreises unter Lebrecht Gottfried Jahnus von Eberstädt die Bergfestung Rothenberg, wo der Oberst Sanbonifatio aushielt.
Am 10. Mai 1703 erhielt der General Maffai den Befehl, die Festung zu entsetzen. Er kommandierte 2000 Mann, die sich in Amberg sammelten. Als sich die Truppe der Stadt Schnaittach näherte, erfuhr Maffai, dass der General Janus 1000 Mann mehr hatte als er. Daher sandte er einen Boten an den Feldmarschall Graf Arco, um Verstärkung zu erhalten. Außerdem zog er sich über die Pegnitz zurück.
Der General Janus hatte inzwischen mit 2600 Mann die Belagerung verlassen und eilte dem General Maffai nach. Am 23. Mai 1703 trafen die Truppen aufeinander. Dabei wurden die Bayern vollständig verstreut und verloren fast ihre gesamte Bagage. Der General Maffai rettete sich nach Hohenstadt, wo er seine versprengten Truppen sammelte und auf Verstärkung wartete. Die Bayern verloren ca. 600 Mann, die Franken um die 70.
Die Niederlage ließ den Kurfürsten Max Emanuel das Schlimmste befürchten und er schrieb an seine französischen Verbündeten, die bisherige Planung eines Vorstoßes aufzugeben und stattdessen in Richtung Nürnberg zu marschieren.
Einige der gefallenen Soldaten wurden in die nahe Maximiliansgrotte geworfen.